# Pronville-en-Artois
Pronville-en-Artois, in precedenza Pronville, è un comune francese di 312 abitanti situato nel dipartimento del Passo di Calais nella regione dell'Alta Francia.

## Storia

### Simboli
Nel 1993 il comune ha adottato lo stemma dei Pronville, noti dal XIII sec., che furono suzerain del luogo.

### Onorificenze
- Croix de guerre 1914-1918

## Società

### Evoluzione demografica
Abitanti censiti